# Bunco Squad
Bunco Squad è un film del 1950 diretto da Herbert I. Leeds.

## Trama
Steve Johnson e il suo partner McManus, due sergenti della polizia di Los Angeles, devono investigare sui ciarlatani (astrologi, chiromanti, indovini) che infestano la città e che sembrano far parte di una banda che lavora sotto un unico capo.

## Produzione
Il film fu prodotto dalla RKO Radio Pictures. Secondo il Los Angeles Daily News, il film si basa su Fortuneer, un libro di Reginald Taviner che aveva già scritto il soggetto di Crime Ring, un film prodotto dalla RKO nel 1938. Altre fonti, riportano invece la notizia che la storia di Taviner per Bunco Squad non sia mai stata pubblicata.

## Distribuzione
Il copyright del film, richiesto dalla RKO Radio Pictures, Inc., fu registrato il 2 agosto 1950 con il numero LP275.
Il film uscì nelle sale cinematografiche USA il 1º settembre 1950.